# 尤拉河

尤拉河地图

尤拉河是俄羅斯的河流，位於阿爾漢格爾斯克州境內，是皮涅加河的左支流，屬於北德維納河流域的一部分。尤拉河河道全長314公里，流域面積5,290平方公里。